# Velká Úpa
Velká Úpa (deutsch Groß Aupa) ist ein Ortsteil von Pec pod Sněžkou im Ostriesengebirge in Tschechien und liegt am Flüsschen Úpa zwischen den Bergen Pěnkavčí vrch (Finkenkuppe, 1105 m n.m.) und Vlašský vrch (Paukenkuppe, 1035 m n.m.) östlich der Schneekoppe (Sněžka). 
Der Ort gehörte zum Gebiet von Österreich-Ungarn. 1991 hatte der Ort 270 Einwohner. Im Jahre 2001 bestand das Dorf aus 113 Wohnhäusern, in denen 302 Menschen lebten.

## Persönlichkeiten
- Eugen Bönsch (1897–1951), Jagdflieger der k.u.k. Luftfahrtruppen im Ersten Weltkrieg
- Karl Hans Neumann (1922–1993), deutscher Architekt

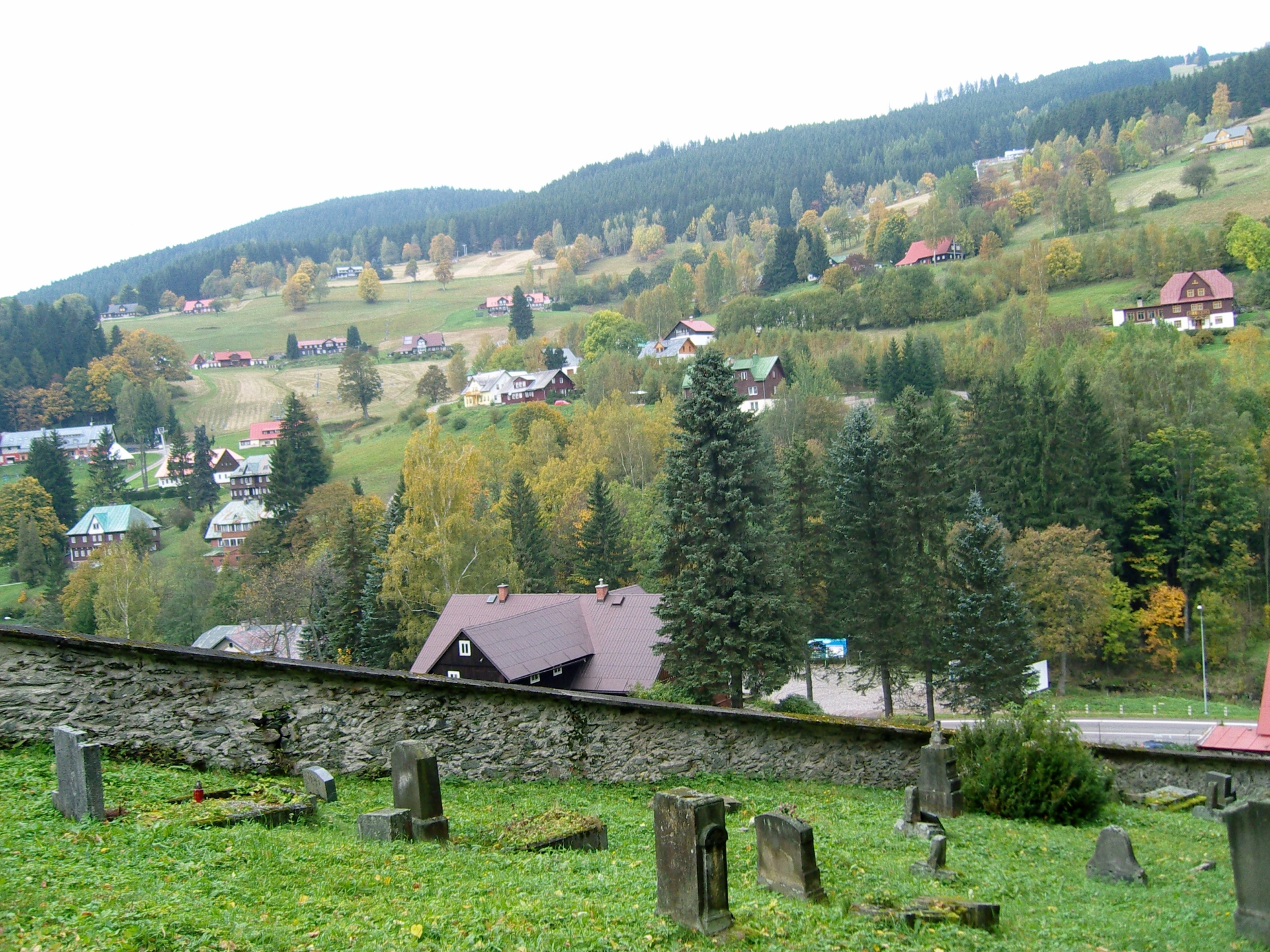
Blick vom Friedhof, Herbst 2010